# Данн (округ, Северная Дакота)
Округ Данн (англ. Dunn County) располагается в штате Северная Дакота, США. Официально образован в 1883 году. По состоянию на 2013 год, численность населения составляла 4162 человека.

## География
По данным Бюро переписи США, общая площадь округа равняется 5 392,385 км2, из которых 5 205,905 км2 — суша, и 73,000 км2, или 3,490 % — это водоёмы.

## Население
По данным переписи населения 2000 года в округе проживает 3600 жителей в составе 1 378 домашних хозяйств и 986 семей. Плотность населения составляет 1,00 человек на км2. На территории округа насчитывается 1 965 жилых строений, при плотности застройки менее 1,00-го строения на км2. Расовый состав населения: белые — 86,58 %, афроамериканцы — 0,03 %, коренные американцы (индейцы) — 12,44 %, азиаты — 0,08 %, гавайцы — 0,00 %, представители других рас — 0,86 %, представители двух или более рас — 0,00 %. Испаноязычные составляли 0,75 % населения независимо от расы.
В составе 32,00 % из общего числа домашних хозяйств проживают дети в возрасте до 18 лет, 60,30 % домашних хозяйств представляют собой супружеские пары, проживающие вместе, 7,20 % домашних хозяйств представляют собой одиноких женщин без супруга, 28,40 % домашних хозяйств не имеют отношения к семьям, 25,30 % домашних хозяйств состоят из одного человека, 12,30 % домашних хозяйств состоят из престарелых (65 лет и старше), проживающих в одиночестве. Средний размер домашнего хозяйства составляет 2,57 человека, и средний размер семьи 3,11 человека.
Возрастной состав округа: 27,40 % — моложе 18 лет, 5,80 % — от 18 до 24, 23,60 % — от 25 до 44, 25,90 % — от 45 до 64, и 25,90 % — от 65 и старше. Средний возраст жителя округа — 41 год. На каждые 100 женщин приходится 104,20 мужчин. На каждые 100 женщин старше 18 лет приходится 103,60 мужчин.
Средний доход на домохозяйство в округе составлял 30 015 USD, на семью — 34 405 USD. Среднестатистический заработок мужчины был 26 226 USD против 17 143 USD для женщины. Доход на душу населения составлял 14 624 USD. Около 13,80 % семей и 17,50 % общего населения находились ниже черты бедности, в том числе — 21,70 % молодежи (тех, кому ещё не исполнилось 18 лет) и 14,20 % тех, кому было уже больше 65 лет.